# Beji Caid Essebsi
Beji Caid Essebsi (الباجي قائد السبسي, al-Bedzji Qa'id al-Sebsi) (Sidi Bou Said, 29 november 1926 - Tunis, 25 juli 2019) was een Tunesisch politicus. Hij bekleedde in zijn loopbaan diverse politieke functies; zo was hij onder meer minister van Defensie, minister van Buitenlandse Zaken (1981-1986), ambassadeur in West-Duitsland, Verenigde Staten en Frankrijk, parlementsvoorzitter (1990-1991), overgangspremier (2011) en in de laatste jaren van zijn leven president van Tunesië (2014-2019). Van 2012 tot 2014 was hij leider van Nidaa Tounes.

## Biografie
Essebsi vervulde verschillende functies onder de eerste president Bourguiba, waaronder hoofd van de regionale administratie, directeur Nationale Veiligheid, minister van Binnenlandse Zaken in 1965, minister van Defensie in 1969, en ambassadeur in Verenigde staten en Frankrijk. Op 8 juni 1970 nam hij ontslag als minister van Defensie en pleitte hij voor meer democratie in Tunesië. Hij vestigde zich in Frankrijk. In april 1981 keerde Essebsi terug naar Tunesië en werd minister van Buitenlandse Zaken in de regering Mzali.
Onder het regime van Ben Ali was hij van 1987 tot 1989 ambassadeur in West-Duitsland en werd hij verkozen als parlementslid in de vervroegde parlementsverkiezingen van 2 april 1989. Op 14 maart 1990 werd hij verkozen tot voorzitter van het parlement.
Op 9 oktober 1991 stopte hij als voorzitter; wel bleef hij nog tot het eind van zijn mandaat parlementslid tot aan de parlementsverkiezingen van 20 maart 1994. Hij verklaarde de politiek te verlaten omdat hij besefte dat er onder Ben Ali nooit een democratisch regime zou komen en hij het gevoel had dat hij geen grote veranderingen in het politieke systeem kon teweegbrengen. Essebsi, die als advocaat opgeleid is, besloot zich volledig op de advocatuur te richten; in het bijzonder op arbitrage.
Na de Jasmijnrevolutie werd hij door waarnemend president Fouad Mebazaa op 28 februari 2011 uit zijn politiek pensioen gehaald en tot tijdelijk premier van Tunesië benoemd. Daarmee volgde hij Mohamed Ghannouchi op, die door aanhoudende protesten besloot om op te stappen.
De toen 84-jarige Essebsi genoot nationaal en internationaal groot vertrouwen en slaagde in de organisatie van vrije en eerlijke verkiezingen waar hij zelf niet aan deelnam. Deze werden gewonnen door de Ennahda-beweging waarna hij op 24 december 2011 werd opgevolgd door Hamadi Jebali.
Na zijn vertrek uit zijn ambt stichtte Caid Essebsi uit onvrede over de verdere islamisering van het land in de zomer van 2012 de seculiere partij Nidaa Tounes. De partij slaagde er in om verschillende leden van andere politieke partijen die in de grondwetgevende vergadering zetelden te doen overlopen. In totaal stapten er 11 ANC leden over. Tijdens de parlementsverkiezingen van oktober 2014 won de partij 86 zetels in het parlement en werd daarmee de grootste partij van het land. Essebsi was ook de presidentskandidaat voor de partij bij de presidentsverkiezingen van november 2014.
Op 23 november 2014 won Caid Essebsi de eerste ronde van de presidentsverkiezingen met 39,46% van de stemmen. Marzouki eindigde tweede met 33,43% en Hamma Hammami derde met 7,82%. Omdat geen van de 22 presidentskandidaten meer dan de helft van de stemmen wist te behalen, werd er een twee ronde georganiseerd tussen de twee kandidaten met de meeste stemmen.
Op 21 december 2014 won Essebsi in de tweede ronde ronde van de presidentsverkiezingen met 55,68% van de stemmen van Moncef Marzouki. Hij trad aan als president op 31 december 2014.
In april 2019 kondigde Essebsi aan dat hij geen kandidaat zou zijn bij de presidentsverkiezingen van eind 2019 en zei hij dat het tijd was om de deur te openen voor de jongeren.
Op 27 juni 2019 werd Essebsi in een militair ziekenhuis in Tunis opgenomen vanwege een ernstige ziekte. De volgende dag stabiliseerde zijn toestand. Hij werd opnieuw opgenomen in het ziekenhuis op 24 juli 2019 en stierf de volgende dag, 25 juli 2019 (die samenviel met de 62e verjaardag van de afschaffing van de Tunesische monarchie), vijf maanden voordat zijn termijn zou eindigen. 

## Persoonlijk leven
Essebsi trouwde op 8 februari 1958 met Chadlia Saida Farhat. Het echtpaar kreeg vier kinderen: twee dochters en twee zonen. Zijn vrouw stierf op 15 september 2019 op 83-jarige leeftijd aan een hartaanval. Zijn zonen Hafedh en Khalil spelen een vooraanstaande rol binnen de partij Nidaa Tounes.